# Eden (Belgische band)
Eden was een Belgische rockband uit Eeklo. De band rond de zangeressen Sofie Buyck en Roos Van Acker bracht zijn eerste cd Morning Bear uit in 1997. Hun doorbraak kwam er met het album Seafood uit 1999. Na de plaat Hotel werd de groep ontbonden. In 2013 kwamen de leden bij elkaar voor een korte reünie.

## Geschiedenis
Eden werd opgericht als The Sugarbrides. Na een contract te hebben getekend bij Parlophone, in of net na 1993, veranderde de band van naam en gingen de leden verder als Eden. In 1996 verscheen de single "My Boat". De single werd goed ontvangen. Samen met de tweede single "Springtime" werd er genoeg aandacht voor de band gegenereerd om op te kunnen treden op zomerfestivals.
In 1997 bracht de band zijn debuutalbum Morning Bear uit. Het gelijknamige nummer "Morning Bear" werd als eerste single uitgebracht. Het album werd tot in Japan verkocht. Twee jaar later kwam de opvolger Seafood. De clip van de single "Star" (1999) werd niet uitgezonden op MTV omdat er te veel bloed in voorkwam en omdat zangeres Roos Van Acker vj was bij concurrent TMF. Van Acker werd gevraagd voor dit werk na het verschijnen van het debuutalbum. Het nummer "Party Girl" (1999) werd geschreven door de Canadese singer-songwriter Kim Bingham. Bingham nam het nummer pas jaren later zelf op, in het Frans, voor haar album Up! (2012).
Van Acker verliet de band in 2000 vanwege haar werkzaamheden als vj en als dj bij Studio Brussel. Ze werd vervangen door Nathalie Herwegh met wie de band hun derde album Hotel opnam. Het album verscheen in 2001 en nog dat jaar werd de band opgeheven.
In februari 2013 werd bekendgemaakt dat Eden in de oorspronkelijke bezetting opnieuw aan het repeteren was. Enkele maanden later, in mei 2013, kondigde de band zijn nieuwe single "Delirious" aan met bijhorende teaserclip. Op 18 augustus speelde Eden op het Herbakkersfestival in Eeklo. In 2014 werden de singles "Smile" en "High Tech Love" uitgebracht. Er volgde geen album.
Tien jaar later ging de band opnieuw repeteren. Eden trad eind augustus op tijdens het zomerfestival van radiozender Willy, waar Van Acker net in dienst was getreden. 2024 was ook het jaar waarin het tien jaar geleden was dat frontman Luc De Vos van de rockband Gorki overleed. Twintig vrouwelijke artiesten, of door vrouwen geleide bands, coverden elk een nummer van Gorki. In september bracht Eden een cover uit van "Een schaduw in de schemering", afkomstig van het album Plan B uit 2004. Op 31 oktober speelden ze tijdens de jubileumeditie van de TMF Awards een akoestisch eerbetoon. In december volgde een optreden op VOS, een herdenkingsconcert ter ere van Luc De Vos in de Lotto Arena. Op 2 augustus 2025 heeft Eden opgetreden op Rockwood in Lommel. De band werkte inmiddels aan nieuw materiaal.

## Stijl
De muziek van Eden is in de subgenres alternatieve rock, poprock en bubblegumpop geplaatst. Het tijdschrift Humo vergeleek de sound van het album Morning Bear met de sound van de Schotse alternatieve-rockband Teenage Fanclub. De liedteksten konden seksuele toespelingen bevatten, zoals "Morning Bear" (ochtenderectie) en "Seafood" (vagina).

## Discografie

### Albums
- 1997: Morning Bear
- 1999: Seafood
- 2001: Hotel

### Singles
- 1996: My Boat
- 1997: Springtime
- 1997: Morning Bear
- 1998: Mary Ann
- 1998: Our Lips Are Sealed
- 1999: Star
- 1999: Party Girl
- 2000: Speed
- 2002: Wonderland
- 2002: Into the Night
- 2014: Smile
- 2014: High Tech Love
- 2024: Een schaduw in de schemering

- International Standard Name Identifier: 0000 0004 7127 9619
- MusicBrainz: f6337a40-e306-4d01-85cd-dd40be74dff5